# The Art of Partying
The Art of Partying è il terzo album della band Thrash metal statunitense Municipal Waste, pubblicato nel 2007 dalla Earache Records.

## Tracce
1. Pre-game – 0:39
2. The Art of Partying – 2:04
3. Headbanger Face Rip – 1:51
4. Mental Shock – 1:48
5. A.D.D.(Attention Deficit Destroyer) – 2:12
6. The Inebriator – 2:07
7. Lunch Hall Food Brawl – 1:58
8. Beer Pressure – 2:37
9. Chemically Altered – 2:21
10. Sadistic Magician – 2:09
11. Open Your Mind – 1:55
12. Radioactive Force – 2:27
13. Septic Detonation – 1:20
14. Rigorous Vengeance – 2:12
15. Born to Party – 4:20

### Tracce bonus (edizione limitata)
1. Thrashing's My Business... And Business Is Good - 1:43
2. I Just Wanna Rock - 2:09
3. Boner City

## Formazione
- Tony "Guardrail" Foresta - voce
- Dave Witte - batteria
- Philip "LandPhil" Hall basso, voce
- Ryan Waste - chitarra, voce

### Crediti
- Zeuss - registrazione, missaggio, produttore
- Alan Douches - masterizzazione
- Andrei Bouzikov - copertina e retro-copertina
- Mark Reategui - grafica
- Ryan Waste - logo
- Jim "Barf" Callahan - logo addizionale e caratteri
- David Kenedy - fotografia